# Ivka Kovačić
Ivka Kovačić (Virje, 1959.) je hrvatska pjesnikinja. Teme njenih pjesama su ljubav, čast i hrabrost. Služi se ditirambom. Živi u Đurđevcu.

## Djela
- Mala žena?! (2006.), zbirka poezije, podijeljena je u tri cjeline: Ljubav, Dragima i Svijetu godine, ISBN 9539542006
- Isusu i fra O. Tihomilu Gajšaku (2014.), zbirka autoričinih promišljanja, citata, i prepiski s više osoba, ISBN 9789537661144